# 米內澤站
米內澤站（日语：／ Yonaizawa eki */?）是位於秋田縣北秋田市米內澤字上野，秋田內陸縱貫鐵道的秋田內陸線車站。

## 歷史
- 1934年（昭和9年）12月10日 - 國鐵阿仁合線車站啟用，當時位於北秋田郡米內澤町（日语：米内沢町），以及是阿仁合線的終點站。
- 1935年（昭和10年）11月15日 - 阿仁合線延伸至阿仁前田站。
- 1954年（昭和29年）12月 - 車站大樓因火災而燒毀[1]。
- 1955年（昭和30年）5月6日 - 車站大樓重建[1]。
- 1986年（昭和61年）11月1日 - 秋田內陸縱貫鐵道接管阿仁合線，成為秋田內陸縱貫鐵道秋田內陸北線（1989年改名為秋田內陸線）[2]。

## 車站構造
此站是地面車站，設有1面1線的單式月台。此站曾經可進行列車交會，當時的閉塞方法是使用電氣路籤
此站是簡易委託車站。現時還遺留了舊月台遺蹟。
在列車進站之際，月台上會播放由米內澤出身的成田為三作曲的「濱邊之歌」。

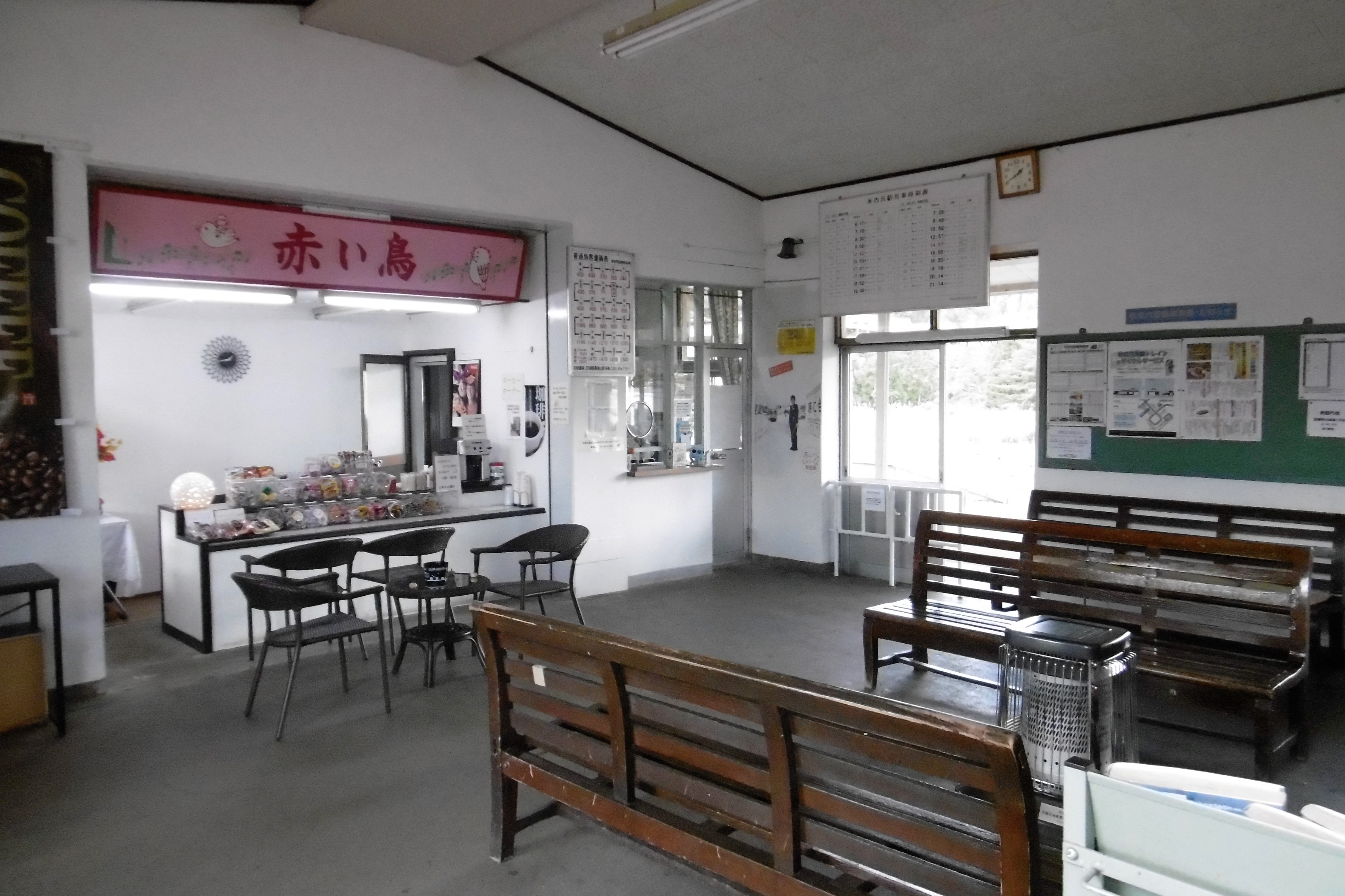
候車室
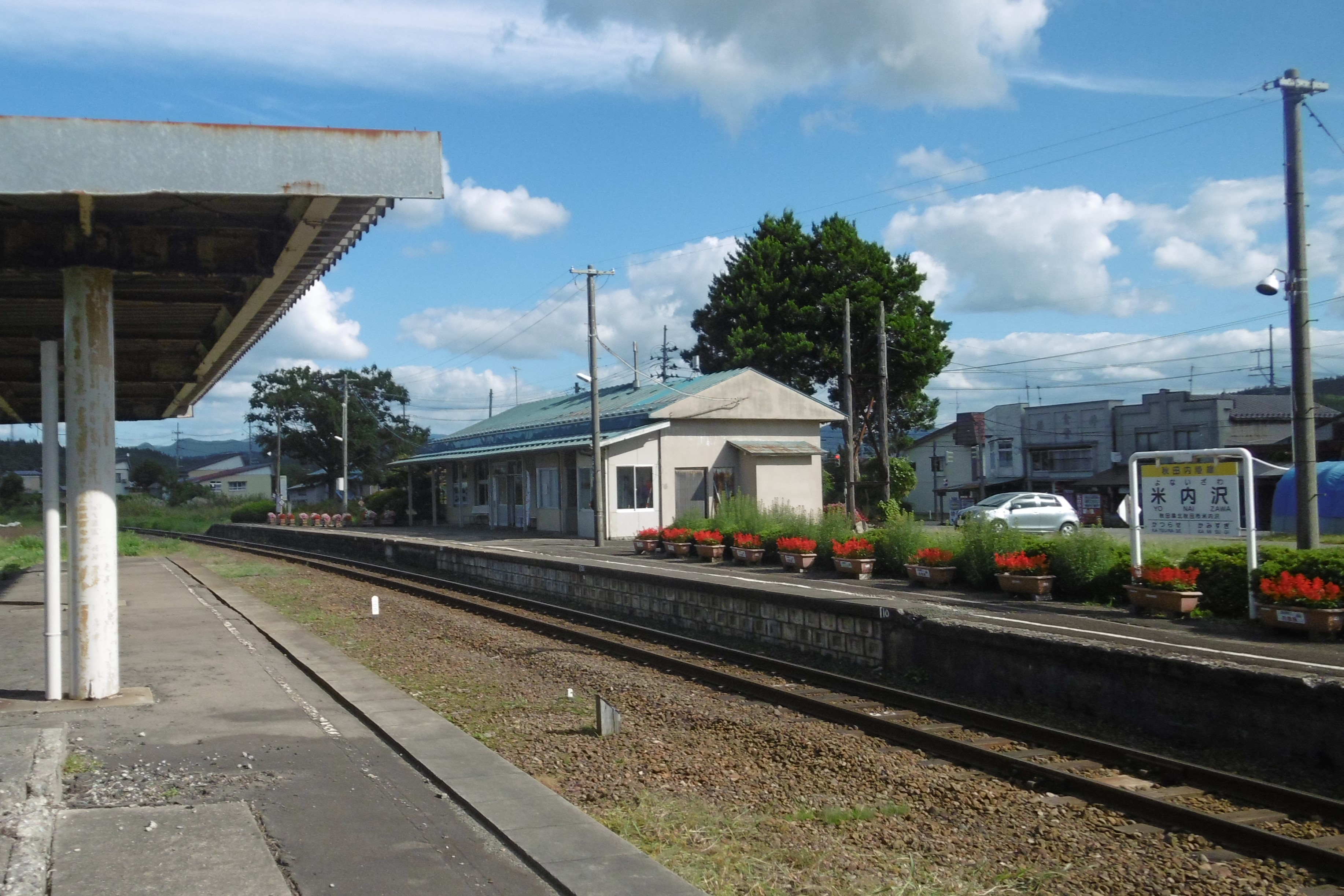
月台

## 使用狀況
| 1日上落車人次 | 1日上落車人次 |
| 年度          | 1日平均人次   |
| ------------- | ------------- |
| 2016年        | 152           |
| 2017年        | 135           |

## 車站周邊
車站與米內澤中心有一段距離。
- 國道105號（日语：国道105号）、國道285號（日语：国道285号）
- 北秋田市政廳森吉分所
- 米內澤郵局
- 米內澤駅前簡易郵局
- 北秋田市立森吉圖書館
- 北都銀行（日语：北都銀行）米內澤分店
- 秋田縣信用組合（日语：秋田県信用組合）森吉分店
- 秋田縣道3號二井森吉線（日语：秋田県道3号二ツ井森吉線）
- 阿仁川（日语：阿仁川）

## 巴士路線
秋北巴士米內澤站前巴士站
鷹巢 - 米內澤 - 沖田面線
- 前往水壩入口
  - 北秋田市森吉廳舍 - 米內澤營業所 - 上小阿仁村公所前 - 沖田面 - 水壩入口
- 前往鷹之巢站方向（前往鷹之巢站）
  - 七日市 - 鷹之巢站前

大館 - 鷹巢 - 米內澤線
- 前往米內澤營業所
- 前往大館站前
  - 七日市 - 鷹之巢站前 - 早口站 - 市立醫院前（日语：大館市立総合病院） - 伊德大館SC（日语：いとく大館ショッピングセンター）前 - 大館站前

森吉廳舍 - 北秋田市民醫院線
- 前往北秋田市民醫院（日语：北秋田市民病院）
  - 北歐之杜公園前（日语：秋田県立北欧の杜公園） - 北秋田市民醫院

米內澤 - 根森田線
- 前往根森田
  - 前田站前 - 根森田

## 相鄰車站
秋田內陸縱貫鐵道
■秋田內陸線
- 急行「森吉」停車站

□快速、■普通
上杉－米內澤－桂瀨

## 注腳
1. 1 2  “米内沢駅庁舎完成” 秋田魁新報 (秋田魁新報社): p3. (1955年5月7日 夕刊)
2. ↑  . 鐵道雜誌 (鐵道雜誌社). 1987-01, 21 (1): 50 （日语）.
3. ↑  国土数値情報(駅別乗降客数データ) （日語） - 統計情報研究，2020年8月30日參閲

## 外部連結
- 路線圖（各站資訊） （页面存档备份，存于）（日語） - 秋田內陸縱貫鐵道